# Berg-Reitgras
Das Berg-Reitgras (Calamagrostis varia), auch Buntes Reitgras genannt, ist eine Pflanzenart aus der Gattung der Reitgräser (Calamagrostis) in der Familie der Süßgräser (Poaceae).

## Beschreibung

### Vegetative Merkmale

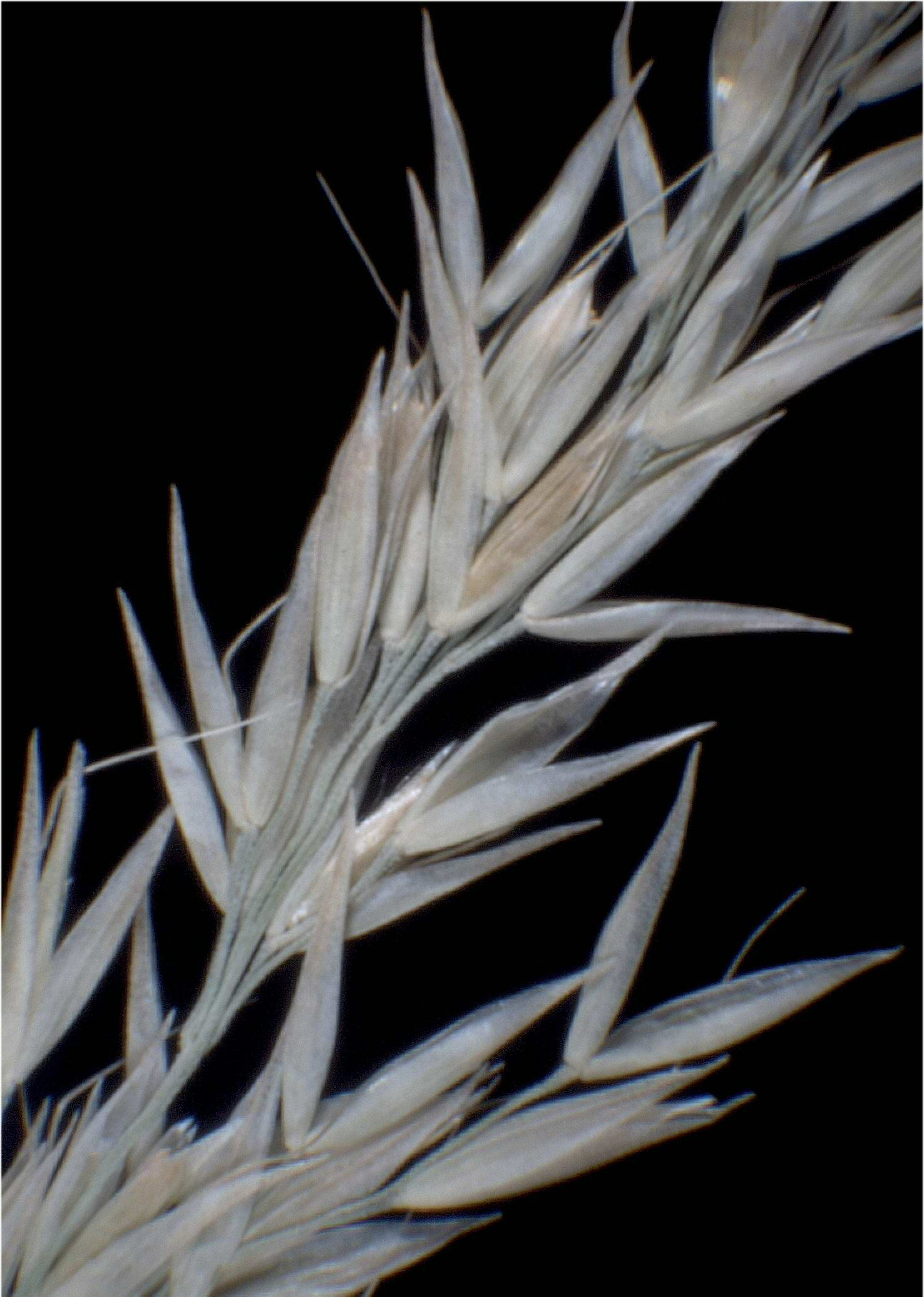
Blütenstand

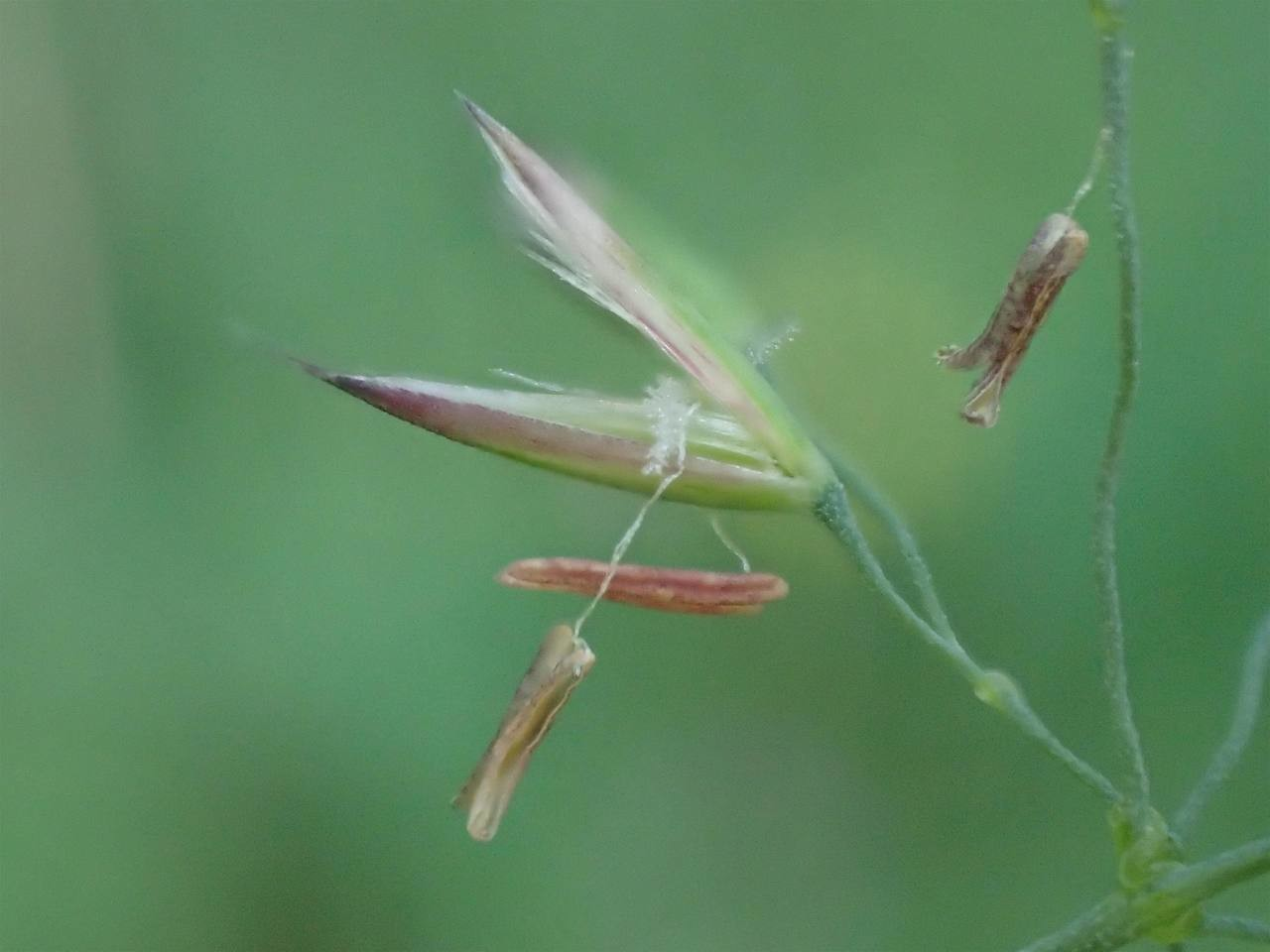
Ährchen

Das Bunte Reitgras ist eine ausdauernde krautige Pflanze, die Wuchshöhen von 50 bis 100 Zentimetern erreicht. Sie bildet mehr oder weniger dichte Horste mit kurzen Rhizomen und zahlreichen Erneuerungssprossen, die die unteren Blattscheiden am Grunde durchbrechen und außerhalb der Blattscheiden aufwachsen. Die selbständig aufrechten, unverzweigten Halme sind glatt und kahl und nur unter der Rispe etwas rau. Der Halm besitzt drei bis vier Knoten.
Die wechselständig am Halm angeordneten Laubblätter sind in Blattscheide und Blattspreite gegliedert. Das Blatthäutchen ist ein 2 bis 4 Millimeter langer, am oberen Ende abgeschnittener, häutiger Saum. Die Blattspreite ist 10 bis 25 cm lang, 3 bis 8 mm breit, auf der Unterseite hellgrün und beiderseits der Nerven von vielen Stachelhaaren sehr rau.

### Generative Merkmale
Die Blütezeit reicht von Juli bis September. Der rispige Blütenstand ist 6 bis 18 Zentimeter lang und 1 bis 3 Zentimeter breit, mehr oder weniger dicht zusammengezogen, aufrecht. Die Seitenäste gehen in Büscheln von der Hauptachse ab. Die Ährchenstiel sind 1 bis 5 Millimeter lang. Die Ährchen sind einblütig, 4 bis 5 Millimeter lang, grün oder strohfarben und etwas violett überlaufen. Die Hüllspelzen sind 4 bis 5 Millimeter lang und zugespitzt. Die Deckspelze ist fünfnervig, 3,5 bis 4 Millimeter lang. Die Granne ist 4 bis 5 Millimeter lang und gekniet. Die Untergranne ist schnurförmig gedreht, die Obergranne ist gerade und rau. Die Vorspelze ist zweinervig. Es sind drei Staubblätter vorhanden. Die Staubbeutel sind etwa 2 Millimeter lang.
Die Chromosomenzahl beträgt 2n = 28.

## Vorkommen
Das Bunte Reitgras kommt in Europa vor. Sein Verbreitungsgebiet ist Mittel- und Südeuropa und reicht nördlich nur bis Gotland und Estland. Es gibt Vorkommen in Spanien, Frankreich, Italien, Korsika, Sardinien, die Schweiz, Deutschland, Österreich. Tschechien, Kroatien, Slowenien, Polen, die Slowakei, Ungarn, Albanien, Serbien, Kosovo, Montenegro, Griechenland, Rumänien, die Ukraine, Estland und Schweden.
Das Berg-Reitgras wächst gesellig in hochmontanen oder praealpinen Kiefernwäldern und in offenen Hangrasen vor allem auf wechselfrischen, meist kalkreichen aber nährstoffarmen, milden, mehr oder weniger humosen mittel- bis tiefgründigen Tonböden, auf Mergelrutschen, auf Lawinenbahnen und Alluvionen. Es ist ein Wechselfeuchtigkeitszeiger, eine Licht- und Halbschattenpflanze, eine Pionierpflanze und ein Bodenfestiger. Calamagrostis varia ist eine Charakterart der Assoziation Laserpitio-Calamagrostietum variae aus dem Verband Caricion ferrugineae. Es kommt aber auch in Pflanzengesellschaften der Verbände Mesobromion, Erico-Pinion und Cephalanthero-Fagion vor. Das Berg-Reitgras kommt gern zusammen mit dem Rohr-Pfeifengras (Molinia arundinacea) vor. In den Alpen steigt es bei Zermatt bis in Höhenlagen von 2700 Metern auf.
Die ökologischen Zeigerwerte nach Landolt & al. 2010 sind in der Schweiz: Feuchtezahl F = 3+w+ (feucht aber stark wechselnd), Lichtzahl L = 3 (halbschattig), Reaktionszahl R = 4 (neutral bis basisch), Temperaturzahl T = 3 (montan), Nährstoffzahl N = 2 (nährstoffarm), Kontinentalitätszahl K = 3 (subozeanisch bis subkontinental).

## Taxonomie und Systematik
Die Erstbeschreibung 1806 erfolgte unter dem Namen (Basionym) Arundo varia durch Heinrich Adolf Schrader in Flora Germanica, Band 2, Seite 216. Die Neukombination zu Calamagrostis varia (Schrad.) Host wurde 1809 durch Nicolaus Thomas Host in Icones et Descriptiones Graminum Austriacorum, Volume 4, Seite 27, Tafel 47. Synonyme für Calamagrostis varia (Schrad.) Host sind: Calamagrostis arundinacea var. varia (Schrad.) Fiori, Arundo sedenensis Loisel. und Calamagrostis montana Host.
Man kann 2 Unterarten unterscheiden:
- Calamagrostis varia subsp. varia
- Calamagrostis varia subsp. corsica (Hack.) Rouy: Sie kommt in Italien und auf Korsika vor.[4]